# Nǃxau ǂToma
Nǃxau ǂToma (prescurtat: Nǃxau, ortografie alternativă Gcao Tekene Çoma sau Coma; n. 16 decembrie 1944 – d. 5 iulie 2003), a fost un fermier și actor boșiman namibian care a jucat în filmul The Gods Must Be Crazy (1980) și în continuările acestuia, interpretând rolul boșimanului Xixo din deșertul Kalahari. Cotidianul The Namibian l-a numit „cel mai faimos actor din Namibia”.

## Biografie
Nǃxau a fost un membru al populației San, cunoscută și sub numele de boșimani. Vorbea fluent limbile africane locale Juǀʼhoan, Otjiherero și Tswana, precum și ceva afrikaans. Nu își cunoștea vârsta exactă și înainte de a apărea în filme călătorise foarte puțin dincolo de perimetrul casei sale. Văzuse doar trei oameni albi înainte de a fi selectat să apară în filme, iar, când regizorul sud-african Jamie Uys i-a plătit în numerar primul salariu de 300 de dolari pentru că a jucat în filmul The Gods Must Be Crazy, ar fi lăsat ca bancnotele să fie luate de vânt pentru că nu a înțeles valoarea lor. Banii deveniseră deja în acea vreme o problemă serioasă pentru boșimani, deoarece mulți dintre ei depindeau de alimentele achiziționate și de ajutoarele guvernamentale și fuseseră nevoiți să se înroleze în Armata Sud-Africană datorită soldelor mari care erau plătite. Nǃxau a reușit, totuși, să negocieze un onorariu de aproape 500.000 de dolari pentru apariția sa în filmul următor. El provenea dintr-o cultură care nu prețuia lucrurile materiale pe care banii le puteau cumpăra și, în consecință, nu dobândise abilități de gestionare a banilor, deși a folosit o parte din venituri pentru a construi o casă din cărămidă cu apă curentă și electricitate pentru familia sa. A cumpărat mai târziu o mașină uzată și, ulterior, a angajat un șofer, deoarece nu simțea dorința să învețe să conducă.
Pe lângă The Gods Must Be Crazy, Nǃxau a jucat în mai multe continuări: The Gods Must Be Crazy II⁠(d), Crazy Safari⁠(d), Crazy Hong Kong⁠(d) și The Gods Must Be Funny in China⁠(d). După ce cariera sa în film s-a încheiat, el s-a întors în Namibia, unde a cultivat porumb, dovleci și fasole și a crescut mai multe vite (dar nu mai mult de 20 la un moment dat pentru că, potrivit ziarului The Independent, fără sistemele agricole complexe ale „lumii moderne”, avea dificultăți să îngrijească mai multe). Cotidianul local namibian New Era a susținut că el nu putea, pur și simplu, să numere mai mult de 20.
Nǃxau s-a convertit la creștinism și, în iulie 2000, a fost botezat ca adventist de ziua a șaptea.
La 5 iulie 2003, Nǃxau a murit de tuberculoză multidrog-rezistentă, în timpul unei expediții de vânătoare de bibilici. Potrivit estimărilor oficiale, avea aproximativ 58 sau 59 de ani la acea vreme. A fost înmormântat pe 12 iulie 2003 într-o ceremonie semitradițională care a avut loc la Tsumkwe⁠(d), lângă mormântul celei de-a doua soții. A avut șase copii care i-au supraviețuit.

## Filmografie
| An   | Titlu                           | Rol             | Observații            |
| ---- | ------------------------------- | --------------- | --------------------- |
| 1980 | The Gods Must Be Crazy          | Xi              | [ 6 ]                 |
| 1989 | The Gods Must Be Crazy II       | Xixo            | [ 6 ]                 |
| 1991 | Crazy Safari                    | boșimanul Nǃxau | [ 6 ]                 |
| 1993 | Crazy Hong Kong                 | Xi              | [ 6 ]                 |
| 1994 | The Gods Must be Funny in China | boșimanul Nixau | (ultimul rol în film) |